# Zoutkamp

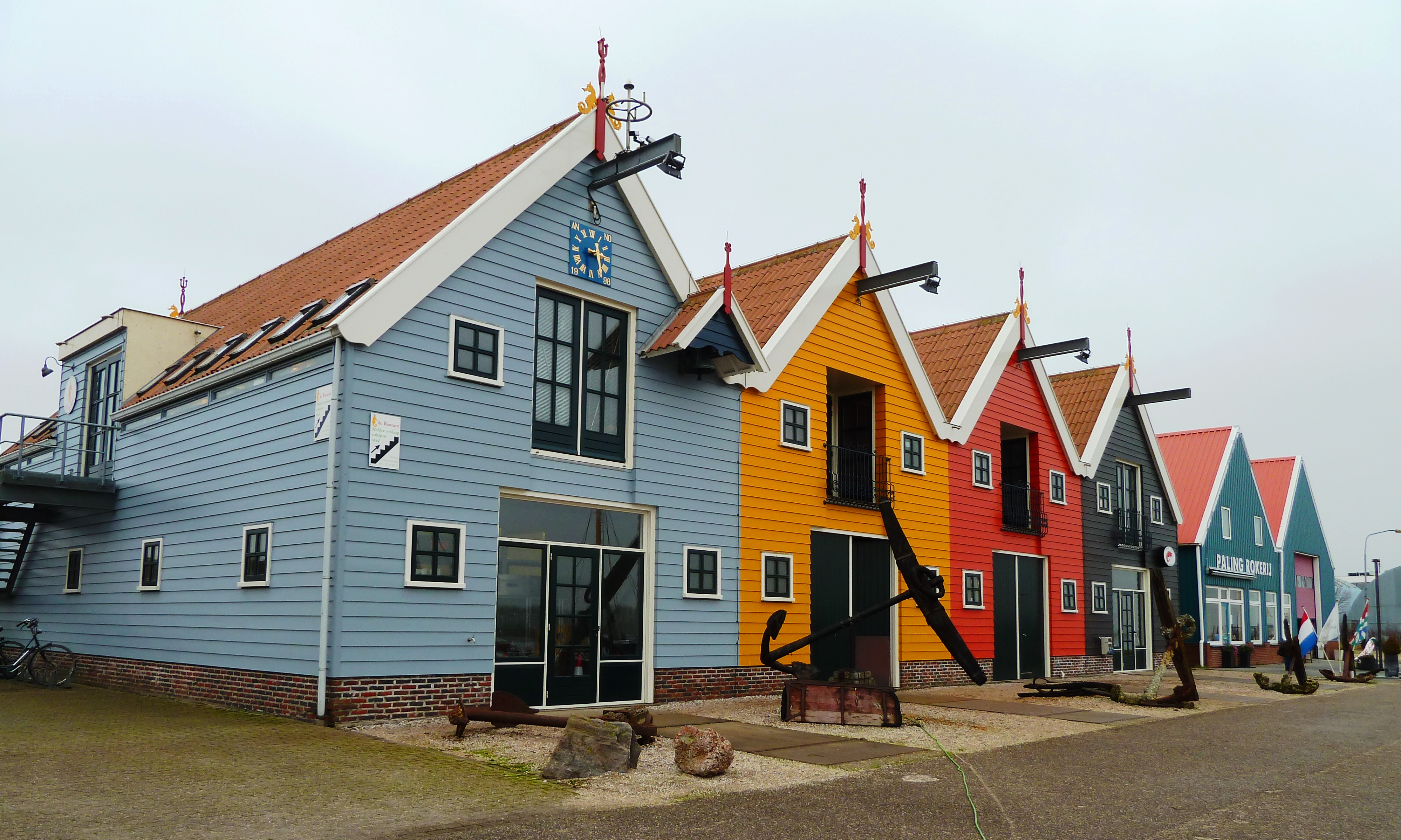
Caratteristici edifici in legno variopinti a Zoutkamp

Zoutkamp  (in Gronings: Zoltkamp o Soltkamp) è un villaggio di circa 1.100 abitanti del nord-est dei Paesi Bassi, facente parte della provincia di Groninga e nella regione di Hoogeland e lungo il corso del fiume Rietdiep,. Dal punto amministrativo, si tratta di una frazione del comune di Het Hogeland; fino al 1989, ha fatto parte della municipalità di Ulrum, mentre fino al 2018 ha fatto parte della municipalità di De Marne.
La località ha una lunga tradizione come villaggio di pescatori sull'ex-Lauwerszee.

## Etimologia
Il nome della località deriva probabilmente dalla raccolta del sale (in olandese: zout) in zona.

## Geografia fisica

### Collocazione
Zoutkamp si trova nella parte nord-occidentale della provincia di Groninga, lungo il confine con la provincia della Frisia e a pochi chilometri dalla sponda meridionale del Lauwersmeer  (l'ex-Lauwerszee) ed è situato tra le località di Lauwersoog e Grijpskerk (rispettivamente a sud della prima e a nord della seconda), a circa 20 km  a nord di Grootegast e a circa 30 km a nord-ovest di Groninga.

## Società

### Evoluzione demografica
Nel 2011, la popolazione stimata era di 1.165 abitanti.
Nel 2001, Zoutkamp contava invece 1.125 abitanti (popolazione stimata), mentre al censimento del 1991, contava 1.100 abitanti

## Storia
Il villaggio è citato per la prima volta nel 1418 come Soltcampum.
I primi abitanti del villaggio furono probabilmente in gran parte soldati. In seguito, i soldati fecero posto ai pescatori.
Durante la guerra degli ottant'anni, Zoutkamp, per via della sua posizione lungo l'estuario del fiume Rietdiep, assunse una posizione strategica.
Durante l'occupazione nazista nel corso della seconda guerra mondiale, si stabilirono a Zoutkamp da 80 a 100 soldati tedeschi. La località fu liberata il 15 aprile 1945.

## Monumenti e luoghi d'interesse

### Oude Kerk
Tra gli edifici d'interesse di Zoutkamp, figura la Oude Kerk, una chiesa risalente al 1836.

### De Batterij
Altro storico edificio di Zoutkamp è De Batterij, una residenza risalente al 1870.
|  |